# Nederländernas Grand Prix 1981
Nederländernas Grand Prix 1981 var det tolfte av 15 lopp ingående i formel 1-VM 1981.  

## Resultat
1. Alain Prost, Renault, 9 poäng
2. Nelson Piquet, Brabham-Ford, 6
3. Alan Jones, Williams-Ford, 4
4. Hector Rebaque, Brabham-Ford, 3
5. Elio de Angelis, Lotus-Ford, 2
6. Eliseo Salazar, Ensign-Ford, 1
7. Siegfried Stohr, Arrows-Ford
8. Marc Surer, Theodore-Ford
9. Michele Alboreto, Tyrrell-Ford (varv 68, motor)
10. Tommy Borgudd, ATS-Ford

### Förare som bröt loppet
- Mario Andretti, Alfa Romeo (varv 62, olycka)
- John Watson, McLaren-Ford (50, tändning)
- Eddie Cheever, Tyrrell-Ford (46, upphängning)
- Jean-Pierre Jarier, Osella-Ford (29, transmission)
- René Arnoux, Renault (21, motor)
- Bruno Giacomelli, Alfa Romeo (19, däck)
- Jacques Laffite, Ligier-Matra (18, kollision)
- Carlos Reutemann, Williams-Ford (18, kollision)
- Riccardo Patrese, Arrows-Ford (16, upphängning)
- Derek Daly, March-Ford (5, upphängning)
- Didier Pironi, Ferrari (4, kollision)
- Nigel Mansell, Lotus-Ford (1, motor)
- Patrick Tambay, Ligier-Matra (1, kollision)
- Gilles Villeneuve, Ferrari (0, kollision)

### Förare som ej startade
- Andrea de Cesaris, McLaren-Ford

### Förare som ej kvalificerade sig
- Brian Henton, Toleman-Hart
- Keke Rosberg, Fittipaldi-Ford
- Chico Serra, Fittipaldi-Ford
- Beppe Gabbiani, Osella-Ford
- Derek Warwick, Toleman-Hart

## VM-ställning
| Förarmästerskapet 1. Carlos Reutemann, Williams-Ford, 45 Nelson Piquet, Brabham-Ford, 45 2. Jacques Laffite, Ligier-Matra, 34 | Konstruktörsmästerskapet 1. Williams-Ford, 76 2. Brabham-Ford, 56 3. Renault, 39 |